# Thomas Jorberg
Thomas Jorberg (* 1957 in Rothenburg ob der Tauber) ist Verwaltungsratspräsident bei Weleda. Davor war er Vorstandssprecher der GLS Gemeinschaftsbank.

## Leben
Jorberg verbrachte seine Jugend im Winterbach-Manolzweiler im schwäbischen Remstal. Er besuchte die Freie Waldorfschule Engelberg und war 1977 der erste Auszubildende der GLS Bank. Nach der Lehre zum Bankkaufmann studierte er von 1980 bis 1985 Wirtschaftswissenschaften. Nach einem Semester an der Universität Hohenheim wechselte er an die Ruhr-Universität Bochum, da ihm die GLS Bank einen Nebenjob anbot. Jorberg schloss das Studium als Diplom-Ökonom ab und war ab 1986 festangestellt bei der GLS Bank tätig.
Ab 1993 war Jorberg Vorstandsmitglied und von 2003 bis Januar 2023 Vorstandssprecher der GLS Bank. Er war zuständig für die Strategieentwicklung, das Eigenanlagemanagement, das Vermögensmanagement, die Kreditkundenbetreuung, den Bereich Marketing/Öffentlichkeitsarbeit sowie das Filialgeschäft. Der Schwerpunkt seiner Vorstandstätigkeit lag in der strategischen Weiterentwicklung der Bank. Ab 1995 war er auch Vorstandsmitglied der GLS Beteiligungs AG und ab 2003 der GLS Energie AG.
Seit 2005 ist Jorberg Aufsichtsratsvorsitzender der Elektrizitätswerke Schönau sowie seit 2009 Aufsichtsratsmitglied der Hannoverschen Kassen. Seit 2009 ist er Mitglied im Lenkungsausschuss der Global Alliance for Banking on Values (GABV), einem internationalen Bündnis sozial-ökologisch orientierter Banken für Nachhaltigkeit im Finanzmarkt.
Jorberg ist Mitgründer und Kuratoriumsmitglied der Stiftung Neue Energie und gehörte 2009 zu den Initiatoren von ruhrmobil-E, einem Verein zur Förderung von Elektromobilität. Er ist Mitglied verschiedener Aufsichtsräte, unter anderem bei der ägyptischen Initiative Sekem. 
Seit 2013 ist er Mitglied im Hochschulrat der Ruhr-Universität Bochum. Er tritt oft als Referent auf und setzt sich öffentlich für ein Umdenken, insbesondere im Finanzsektor, ein. 
Seit Juni 2020 ist Jorberg Mitglied des Verwaltungsrates der Weleda AG, von dessen Mitgliedern er im Juni 2021 zum Verwaltungsratspräsidenten gewählt wurde.
Ende 2022 ging er als Vorstandssprecher der GLS Bank in Rente.
Jorberg ist verheiratet, hat zwei Kinder und wohnt in Bochum.

## Auszeichnungen
2002 erhielt Jorberg den Stromrebellen-Preis der Schönauer Energieinitiativen. 2009 wurde er mit dem future Award (future e.V.) ausgezeichnet, 2010 mit dem B.A.U.M.-Umweltpreis des Bundesdeutschen Arbeitskreises für Umweltbewusstes Management. 2011 erhielt Jorberg den Deutschen Fairness-Preis, 2021 den European Banker of the Year.